# Ейва Макс
Е́йва Ма́кс (англ. Ava Max; повне ім'я — Ама́нда Е́йва Ко́чі, алб. Amanda Ava Koçi; нар. 16 лютого 1994, Мілвокі, Вісконсин, США) — американська попспівачка та авторка пісень албанського походження. Її сингл «Sweet but Psycho» став проривним, очолив чарти у 26-ти країнах, зокрема у Великій Британії, Німеччині, Австрії, Швейцарії, Швеції та Новій Зеландії, і потрапив до топ-10 хіт-параду Billboard Hot 100. Відома також своїми хітами «Kings & Queens», що посів 13 місце в Billboard Hot 100 і 19 місце в британському чарті синглів та «My Head & My Heart» — пісня посіла 45 місце в Billboard Hot 100 і 18 місце в UK Singles Chart.

## Життєпис
Ейва Макс визначають як поп і денс-поп співачку, чия музика часто містить інтерполяції з попередніх пісень. Її порівнюють із такими сучасними артистками як Sia, Леді Гага, Бібі Рекса, Дуа Ліпа. Ейва виросла, слухаючи таких виконавиць, як Аліша Кіз, Нора Джонс, Селін Діон, Арета Франклін, Мерая Кері та Вітні Г'юстон. Вона також згадала Бейонсе, Мадонну, Гвен Стефані, Fergie, Fugees, Брітні Спірс, Крістіну Агілеру та Леді Гагу як своє натхнення. Макс заявила, що Мерая Кері найбільше вплинула на альбом Heaven & Hell.
Ейву Макс часто порівнюють з Леді Гагою за її музику та «показну подачу», серед яких платиново-світле волосся, образ та сценічний псевдонім. 
Кріс ДеВілль із Stereogum розкритикував музику Макс як надто схожу на музику Гаги, заявивши, що вона «недостатня з точки зору текстів, мелодії, динаміки, особистості та будь-яких інших мислимих показників», попри те, що саму Гагу також часто порівнювали з Мадонною. Макс відповіла на порівняння, заявивши, що, хоча Гага була «неймовірною» артисткою, люди не повинні порівнювати її (Ейву) з іншими людьми лише за такий самий колір волосся та випуск попмузики.
Макс визнала, що вона часто йде «проти течії» під час публічних виступів, шукає дизайнерів, яких не помічають, і носить дивовижні вбрання, оскільки хоче «подарувати людям досвід». Вона заявила, що на неї вплинула мода 1990-х років та, зокрема, Гвен Стефані та Сінді Кроуфорд. Однак Макс віддала перевагу створенню музику в студії, а не публічним виступам та зазначила, що їй не подобається увага людей у сфері моди й камер на червоній доріжці.
Її власноруч створена зачіска «Max Cut» складається з асиметричного світлого волосся, розділеного по центру, зі стрижкою довжиною до підборіддя з правої сторони, тоді як ліва сторона — довша та хвиляста. Ейва пояснила, що не почувається автентичною зі звичайною зачіскою, і що «Max Cut» була про прийняття себе та бажання бути унікальною. Під час інтерв'ю Audacy у 2020 році Макс описала своє волосся як «символ свободи займатися своєю справою» та «візуальне представлення її самовираження» та заявила, що це була втеча від конформізму.
Макс описує себе як «100% албанку» і заявила, що хоче бути корисною громаді. Вона вміє говорити албанською мовою, але не може читати.
Ейва відкрито говорить про розширення прав і можливостей жінок, що відображено в її музиці.
В інтерв'ю Nylon у 2023 році співачка розповіла, що недовго зустрічалася з продюсером та автором пісень Cirkut після їхнього знайомства.

## Тури

### Головні
- On Tour (Finally) (2023)

Підтримка
- Maroon 5 – 2021 Tour (2021)
- Jingle Ball Tour (2022)

## Альбоми
- Heaven & Hell (2020)
- Diamonds & Dancefloors (2023)